# Ласкир
Ласкир, або Морський карась кільчастий (Diplodus annularis) — риба родини спарових. 

## Особливості біології
Живе невеликим зграями на глибині від 3 до 50 мерів, біля скелястих берегів, зарості водоростей і кам'яні розсипи. Також полюбляє невеликі піщані території серед водної рослинності. В холодну пору року морські карасі уходять у відкрите море і тримаються на великій глибині коло дна. Досить обережна риба.
Живиться діатомовими водоростями, гідроїдами, губками, поліхетами та ракоподібними.
У нього як і у інших представників родини спарових систематично спостерігається гермафродитизм, тобто статеві залози містять як чоловічі, так і жіночі клітини. Зазвичай у більшості особин розвиваються лише один із двох наборів статевих клітин, і вони поводять себе як нормальні самці або самки. Але бувають і винятки, зустрічаються риби, які в більш ранньому віці виконують роль самців, а потім стають самками. Такий гермафродитизм називають протандрічним. Нерест у ласкиря продовжується протягом всього літа, ікра плавуча.

## Поширення
Поширений у східній Атлантиці: Мадейра, Канари, також біля берегів Португалії, на північ до Біскайської затоки, у Середземномор'ї, Чорному і Азовському морях. Морська бенто-пелагічна риба, сягає 24 см довжиною.

## Охорона
На більшій частині ареалу стан природних популяцій виду залишається більш-менш стабільним, за що він, згідно з Червоним списком МСОП, отримав охоронний статус «відносно благополучний вид». Але в окремих регіонах спостерігається тенденція до зниження чисельності популяції виду. Тому ласкир занесений до Червоної книги Чорного моря (охоронна категорія: вид перебуває в небезпечному стані).